# Toray Arrows 2013-2014 (femminile)
Questa voce raccoglie le informazioni riguardanti le Toray Arrows nella stagione 2013-2014.

## Stagione
La stagione 2013-2014 è la quattordicesima consecutiva in V.Premier League per le Toray Arrows. La rosa della squadra perde diversi elementi importanti: la portoricana Stephanie Enright ritorna a giocare in patria; le ex nazionali Erika Araki e Kanari Hamaguchi lasciano la squadra, la prima per maternità e la seconda decidendo di ritirarsi; mentre Marie Wada passa all'Hitachi Rivale. In entrata ad inizio stagione l'unico acquisto è quello della nazionale dominicana Yonkaira Peña, a cui si aggiungono a stagione in corso altre due giovani provenienti dalle scuole superiori.
In campionato la regular season si apre male, con due sconfitte consecutive contro le Hisamitsu Springs e le JT Marvelous, seguite da un filotto di cinque vittorie consecutive nel primo round. Le Toray Arrows collezionano altre cinque vittorie al secondo turno ed altrettante al terzo. La stagione regolare si chiude con tre successi al quarto round, che qualificano la squadra ai play-off grazie al secondo posto in classifica. La post-season si rivela tuttavia disastrosa, con tre sconfitte per 3-0 in altrettante partite del girone, così il club si ritrova a disputare la finale per il terzo posto, vincendo questa volta contro le Toyota Queenseis e garantendosi il gradino più basso del podio in campionato.
In Coppa dell'Imperatrice il club fa il suo esordio al secondo turno, col successo in quattro set sulle Ageo Medics; ai quarti di finale supera al tie-break le Pioneer Red Wings, prima di cedere in semifinale dopo cinque set alle Okayama Seagulls. Al Torneo Kurowashiki la squadra supera da prima classificata il girone di qualificazione, per poi superare ai quarti di finale le Okayama Seagulls ed in semifinale l'Hitachi Rivale, prima di cedere in finale alle Toyota Queenseis.
Tra le giocatrici si distingue particolarmente Saori Sakoda: in campionato viene premiata come miglior realizzatrice ed inserita nel sestetto ideale del torneo, mentre al Torneo Kurowashiki riceve il premio di miglior spirito combattivo e fa nuovamente parte della squadra ideale della competizione, insieme alla compagna di club Arisa Takada.

## Organigramma societario
Area direttiva
- Presidente: Masaki Marioka

Area tecnica
- Allenatore: Koichiro Kanno
- Assistente allenatore: Yohei Takasugi, Akira Koshiya, Aki Shibata

## Rosa
| N° | Nome             | Ruolo | Data di nascita   | Nazionalità sportiva |
| -- | ---------------- | ----- | ----------------- | -------------------- |
| 3  | Hitomi Nakamichi | P     | 18 settembre 1985 | Giappone             |
| 4  | Arisa Takada     | S     | 17 febbraio 1987  | Giappone             |
| 6  | Saori Sakoda     | S     | 18 dicembre 1987  | Giappone             |
| 7  | Kana Shimohira   | P     | 7 agosto 1993     | Giappone             |
| 8  | Yukari Miyata    | C     | 27 giugno 1989    | Giappone             |
| 9  | Kaori Kodaira    | S     | 13 aprile 1990    | Giappone             |
| 10 | Saki Minemura    | S     | 18 aprile 1990    | Giappone             |
| 11 | Kanami Tashiro   | P     | 25 marzo 1991     | Giappone             |
| 12 | Misato Kimura    | L     | 29 ottobre 1991   | Giappone             |
| 13 | Mari Horikawa    | S     | 3 marzo 1992      | Giappone             |
| 14 | Azusa Futami     | C     | 15 maggio 1992    | Giappone             |
| 15 | Kaho Ohno        | S     | 30 giugno 1992    | Giappone             |
| 16 | Yonkaira Peña    | S     | 10 maggio 1993    | Rep. Dominicana      |
| 17 | Asuka Nomura     | S     | 23 luglio 1994    | Giappone             |
| 18 | Yuki Mori        | C     | 17 novembre 1994  | Giappone             |
| 19 | Nozomi Itoh      | C     | 16 febbraio 1995  | Giappone             |
| 20 | Wakaba Sugihara  | S     | 10 giugno 1995    | Giappone             |
| 21 | Kaho Fujimoto    | L     | 6 gennaio 1996    | Giappone             |

## Mercato
| Acquisti | Acquisti        | Acquisti       | Acquisti   |
| R.       | Nome            | da             | Modalità   |
| -------- | --------------- | -------------- | ---------- |
| S        | Yonkaira Peña   | San Martín     | definitivo |
| S        | Wakaba Sugihara | Liceo Yasugi   | definitivo |
| L        | Kaho Fujimoto   | Liceo Takibana | definitivo |

| Cessioni | Cessioni          | Cessioni           | Cessioni   |
| R.       | Nome              | a                  | Modalità   |
| -------- | ----------------- | ------------------ | ---------- |
| C        | Erika Araki       | -                  | ritirata   |
| L        | Kanari Hamaguchi  | -                  | ritirata   |
| C        | Marie Wada        | Hitachi Rivale     | definitivo |
| S        | Stephanie Enright | Criollas de Caguas | definitivo |

## Risultati

### V.Premier League

#### Regular season

##### 1º turno
| 1ª giornata - 30 novembre 2013 ?, ? | Hisamitsu Springs | 3 - 0 | Toray Arrows     | 25-23, 25-20, 25-13               |
| 2ª giornata - 1º dicembre 2013 ?, ? | Toray Arrows      | 2 - 3 | JT Marvelous     | 19-25, 30-28, 33-31, 20-25, 12-15 |
| 3ª giornata - 7 dicembre 2013 ?, ?  | Toray Arrows      | 3 - 2 | NEC Red Rockets  | 24-26, 25-21, 19-25, 26-24, 15-5  |
| 4ª giornata - 8 dicembre 2013 ?, ?  | Toray Arrows      | 3 - 2 | Okayama Seagulls | 20-25, 21-25, 12-25, 25-21, 17-15 |
| 5ª giornata - 21 novembre 2013 ?, ? | Toray Arrows      | 3 - 1 | Toyota Queenseis | 25-21, 22-25, 25-22, 25-20        |
| 6ª giornata - 22 dicembre 2013 ?, ? | Pioneer Red Wings | 2 - 3 | Toray Arrows     | 25-22, 25-23, 17-25, 16-25, 11-15 |
| 7ª giornata - 11 gennaio 2014 ?, ?  | Toray Arrows      | 3 - 1 | Hitachi Rivale   | 25-18, 25-15, 21-25, 25-19        |

##### 2º turno
| 8ª giornata - 12 gennaio 2014 ?, ?   | Toray Arrows      | 2 - 3 | Toyota Queenseis  | 25-19, 15-25, 11-25, 25-14, 7-15  |
| 9ª giornata - 18 gennaio 2014 ?, ?   | Hisamitsu Springs | 1 - 3 | Toray Arrows      | 19-25, 25-17, 23-25, 13-25        |
| 10ª giornata - 19 gennaio 2014 ?, ?  | Toray Arrows      | 3 - 0 | Pioneer Red Wings | 25-20, 25-23, 25-18               |
| 11ª giornata - 25 gennaio 2014 ?, ?  | NEC Red Rockets   | 2 - 3 | Toray Arrows      | 17-25, 26-24, 20-25, 25-18, 10-15 |
| 12ª giornata - 26 gennaio 2014 ?, ?  | Toray Arrows      | 3 - 1 | Okayama Seagulls  | 25-23, 14-25, 25-21, 25-22        |
| 13ª giornata - 1º febbraio 2014 ?, ? | Toray Arrows      | 1 - 3 | Hitachi Rivale    | 12-25, 25-17, 17-25, 15-25        |
| 14ª giornata - 2 febbraio 2014 ?, ?  | Toray Arrows      | 3 - 1 | JT Marvelous      | 25-20, 20-25, 25-18, 25-17        |

##### 3º turno
| 15ª giornata - 8 febbraio 2014 ?, ?  | Toray Arrows      | 1 - 3 | Toyota Queenseis  | 25-23, 22-25, 22-25, 17-25        |
| 16ª giornata - 9 febbraio 2014 ?, ?  | Toray Arrows      | 3 - 1 | Okayama Seagulls  | 25-19, 21-25, 25-22, 26-24        |
| 17ª giornata - 15 febbraio 2014 ?, ? | Toray Arrows      | 3 - 2 | Pioneer Red Wings | 24-26, 27-25, 25-19, 18-25, 15-9  |
| 18ª giornata - 16 febbraio 2014 ?, ? | Toray Arrows      | 3 - 1 | NEC Red Rockets   | 25-20, 20-25, 25-16, 25-23        |
| 19ª giornata - 22 febbraio 2014 ?, ? | Toray Arrows      | 3 - 2 | JT Marvelous      | 25-18, 21-25, 25-21, 14-25, 15-11 |
| 20ª giornata - 23 febbraio 2014 ?, ? | Hisamitsu Springs | 3 - 0 | Toray Arrows      | 25-21, 25-22, 25-16               |
| 21ª giornata - 1º marzo 2014 ?, ?    | Toray Arrows      | 3 - 2 | Hitachi Rivale    | 19-25, 25-18, 16-25, 25-19, 15-9  |

##### 4º turno
| 22ª giornata - 2 marzo 2014 ?, ?  | Hisamitsu Springs | 3 - 1 | Toray Arrows      | 25-18, 22-25, 25-21, 25-20        |
| 23ª giornata - 8 marzo 2014 ?, ?  | JT Marvelous      | 3 - 1 | Toray Arrows      | 25-23, 25-22, 25-27, 25-22        |
| 24ª giornata - 9 marzo 2014 ?, ?  | Toray Arrows      | 3 - 1 | Pioneer Red Wings | 26-28, 30-28, 25-20, 25-20        |
| 25ª giornata - 15 marzo 2014 ?, ? | Toray Arrows      | 1 - 3 | Toyota Queenseis  | 25-19, 20-25, 26-28, 12-25        |
| 26ª giornata - 16 marzo 2014 ?, ? | Toray Arrows      | 3 - 1 | NEC Red Rockets   | 25-20, 25-13, 21-25, 25-21        |
| 27ª giornata - 21 marzo 2014 ?, ? | Toray Arrows      | 0 - 3 | Okayama Seagulls  | 19-25, 23-25, 17-25               |
| 28ª giornata - 22 marzo 2014 ?, ? | Toray Arrows      | 3 - 2 | Hitachi Rivale    | 26-24, 22-25, 13-25, 25-21, 17-15 |

##### Round-robin
| 1ª giornata - 28 marzo 2014 ?, ? | Toray Arrows      | 0 - 3 | Okayama Seagulls | 22-25, 17-25, 20-25 |
| 2ª giornata - 29 marzo 2014 ?, ? | Hisamitsu Springs | 3 - 0 | Toray Arrows     | 25-18, 25-23, 25-16 |
| 3ª giornata - 30 marzo 2014 ?, ? | Toray Arrows      | 0 - 3 | Toyota Queenseis | 23-25, 26-28, 24-26 |

##### Finale 3º/4º posto
| Gara unica - 12 aprile 2014 ?, ? | Toyota Queenseis | 0 - 3 | Toray Arrows | 22-25, 19-25, 19-25 |

### Coppa dell'Imperatrice

#### Fase ad eliminazione diretta
| Secondo turno - 12 dicembre 2013 Tokyo Metropolitan Gymnasium, Tokyo    | Toray Arrows      | 3 - 1 | Ageo Medics  | 25-23, 25-15, 22-25, 25-15        |
| Quarti di finale - 13 dicembre 2013 Tokyo Metropolitan Gymnasium, Tokyo | Pioneer Red Wings | 2 - 3 | Toray Arrows | 25-17, 25-22, 23-25, 20-25, 14-16 |
| Semifinale - 14 dicembre 2013 Tokyo Metropolitan Gymnasium, Tokyo       | Okayama Seagulls  | 3 - 2 | Toray Arrows | 22-25, 21-25, 26-24, 25-11, 15-4  |

### Torneo Kurowashiki

#### Fase ad gironi
| Gara ? - ? maggio 2014 ?, ? | Toray Arrows | 3 - 2 | Denso Airybees    |  |
| Gara ? - ? maggio 2014 ?, ? | Toray Arrows | 3 - 0 | NIFS              |  |
| Gara ? - ? maggio 2014 ?, ? | Toray Arrows | 3 - 0 | Liceo Kyushubunka |  |

#### Fase ad eliminazione diretta
| Quarti di finale - 4 maggio 2014 Osaka Prefectural Gymnasium, Osaka | Toray Arrows | 3 - 2 | Okayama Seagulls | 25-20, 14-25, 25-16, 22-25, 15-13 |
| Semifinale - 5 maggio 2014 Osaka Prefectural Gymnasium, Osaka       | Toray Arrows | 3 - 0 | Hitachi Rivale   | 25-22, 25-20, 25-19               |
| Finale - 6 maggio 2014 Osaka Prefectural Gymnasium, Osaka           | Toray Arrows | 1 - 3 | Toyota Queenseis | 20-25, 19-25, 25-23, 21-25        |

## Statistiche

### Statistiche di squadra
| Competizione           | Punti | In casa | In casa | In casa | In trasferta | In trasferta | In trasferta | Campo neutro | Campo neutro | Campo neutro | Totale | Totale | Totale |
| Competizione           | Punti | G       | V       | P       | G            | V            | P            | G            | V            | P            | G      | V      | P      |
| ---------------------- | ----- | ------- | ------- | ------- | ------------ | ------------ | ------------ | ------------ | ------------ | ------------ | ------ | ------ | ------ |
| V.Premier League       | 36    | ?       | ?       | ?       | ?            | ?            | ?            | ?            | ?            | ?            | 32     | 19     | 13     |
| Coppa dell'Imperatrice | -     | -       | -       | -       | -            | -            | -            | 3            | 2            | 1            | 3      | 2      | 1      |
| Torneo Kurowashiki     | -     | -       | -       | -       | -            | -            | -            | 6            | 5            | 1            | 6      | 5      | 1      |
| Totale                 | -     | ?       | ?       | ?       | ?            | ?            | ?            | 9            | 7            | 2            | 41     | 26     | 15     |

G = partite giocate; V = partite vinte; P = partite perse

### Statistiche dei giocatori
| K. Fujimoto  | 1  | 0   | 0   | 0  | 0  | Statistiche assenti | Statistiche assenti | Statistiche assenti |
| A. Futami    | 32 | 201 | 127 | 66 | 8  | Statistiche assenti | Statistiche assenti | Statistiche assenti |
| M. Horikawa  | 32 | 109 | 93  | 15 | 1  | Statistiche assenti | Statistiche assenti | Statistiche assenti |
| N. Itoh      | 32 | 157 | 122 | 27 | 8  | Statistiche assenti | Statistiche assenti | Statistiche assenti |
| M. Kimura    | 32 | 0   | 0   | 0  | 0  | Statistiche assenti | Statistiche assenti | Statistiche assenti |
| K. Kodaira   | 32 | 8   | 7   | 1  | 0  | Statistiche assenti | Statistiche assenti | Statistiche assenti |
| S. Minemura  | 29 | 0   | 0   | 0  | 0  | Statistiche assenti | Statistiche assenti | Statistiche assenti |
| Y. Miyata    | 32 | 133 | 108 | 18 | 7  | Statistiche assenti | Statistiche assenti | Statistiche assenti |
| Y. Mori      | 4  | 0   | 0   | 0  | 0  | Statistiche assenti | Statistiche assenti | Statistiche assenti |
| H. Nakamichi | 32 | 20  | 10  | 2  | 8  | Statistiche assenti | Statistiche assenti | Statistiche assenti |
| A. Nomura    | 22 | 3   | 3   | 0  | 0  | Statistiche assenti | Statistiche assenti | Statistiche assenti |
| K. Ohno      | ?  | ?   | ?   | ?  | ?  | Statistiche assenti | Statistiche assenti | Statistiche assenti |
| Y. Peña      | 32 | 482 | 421 | 31 | 30 | Statistiche assenti | Statistiche assenti | Statistiche assenti |
| S. Sakoda    | 32 | 620 | 547 | 57 | 16 | Statistiche assenti | Statistiche assenti | Statistiche assenti |
| K. Shimohira | 32 | 2   | 0   | 0  | 2  | Statistiche assenti | Statistiche assenti | Statistiche assenti |
| W. Sugihara  | 8  | 1   | 1   | 0  | 0  | Statistiche assenti | Statistiche assenti | Statistiche assenti |
| A. Takada    | 32 | 462 | 409 | 23 | 30 | Statistiche assenti | Statistiche assenti | Statistiche assenti |
| K. Tashiro   | 32 | 31  | 12  | 12 | 7  | Statistiche assenti | Statistiche assenti | Statistiche assenti |

P = presenze; PT = punti totali; AV = attacchi vincenti; MV = muri vincenti; BV = battute vincenti